# Agathocléia
Agathocléia Theotropos (en grec ancien Ἀγαθόκλεια Θεότροπος, Theotropos ayant peut-être le sens de « semblable à une déesse ») est une reine indo-grecque qui règne sur le nord de l'Inde de 110 av. J.-C. environ jusqu'à 100 av. J.-C. environ, avec le titre de régente pour son fils Straton Ier.

## Biographie
Selon une première hypothèse introduite par W. W. Tarn dans les années 1930 et encore soutenue en 1998 par Bopearachchi, Agathocléia est  la veuve du roi indo-grec Ménandre Ier. Durant les guerres civiles qui suivent la mort de Ménandre, le royaume indo-grec est divisé, et Agathocléia et son fils Straton règnent sur les territoires de l'est de l'Inde : Gandhara et Penjab.
Selon une hypothèse plus récente défendue par R. C. Senior et fondée sur des analyses numismatiques, Agathocléia règne plus tard d'environ 110 à 100 av. J.-C. De ce fait, elle a probablement été la veuve d'un autre roi, par exemple Nicias ou Théophilos.
Dans les deux cas, Agathocléia est l'une des premières femmes à régner sur un royaume hellénistique.